# ABC Bildungs- und Tagungszentrum
Das ABC Bildungs- und Tagungszentrum e. V. ist ein Träger politischer Bildung mit eigenem Tagungshaus in Drochtersen-Hüll und Vereinssitz in Hamburg.

## Geschichte
Der Verein wurde 1979 in Hamburg gegründet, 1980 wurde mit dem Ausbau eines Resthofes zum Seminarhaus begonnen. Dieses ist in einem ehemaligen Bauernhof untergebracht und liegt im Kehdinger Land, einer Region innerhalb der Landkreise Stade/Cuxhaven.

## Profil
Vereinszweck des ABC Bildungs- und Tagungszentrum e. V. ist schwerpunktmäßig die Förderung von emanzipatorischer Bildung und Erziehung, dieser Zweck wird durch Maßnahmen der politischen Jugend- und Bildungsarbeit wie Seminare, Workshops, Diskussions- und andere Bildungsveranstaltungen verwirklicht. Das ABC ist anerkannter Träger der Bundeszentrale für politische Bildung und Träger der Kinder- und Jugendhilfe. Charakteristisch für den Arbeitsansatz des ABC ist die Kombination von politischen oder gesellschaftlichen Themen in Verbindung mit Medien, wie Theater, Foto und Film.

## Projekte
2014 wurde gemeinsam mit der Filmproduktionsfirma DirectorsCut und dem Verein Hüller Medienwerkstatt e. V. begonnen, Projekte der politischen Bildung mit professioneller Filmproduktion zu verbinden. Begonnen wurde 2014 mit dem inklusiven Kurzspielfilm-Projekt Hotel California, dass mit dem Integrationspreis der Niedersächsischen Lotto Sport Stiftung ausgezeichnet wurde. Daran anschließend wurde die Geschichte des Films weitererzählt und aus dem Kurzspielfilm ein Langspielfilm (BIG EARTH (Hotel California)). Für das Film- und Bildungsprojekt BIG EARTH, in dem der zweite Teil entstand, wurde das ABC mit dem Deutschen Kinder- und Jugendhilfepreis (Praxispreis) 2018 ausgezeichnet. Das inklusive und in Teilen international umgesetzte Projekt „Adamstown“ wurde 2018/2019 umgesetzt. Dabei entstand der gleichnamige, 88-minütige Spielfilm, der beim Internationalen Filmfest Oldenburg Premiere hatte. 
„If Wes Anderson adapted a German comic book about a Wild West town filled with talking animals and then cast amateur actors — many of them recent refugees — to play the leading roles, the result might look something like Patrick Merz and Henning Wötzel-Herber's Adamstown.“ schrieb der Hollywood Reporter dazu. 